# Agitka
L'Agitka (in russo Агитка?) è un fiume della Siberia Occidentale, affluente di destra del fiume Vagaj (bacino idrografico dell'Irtyš). Scorre nell'Vagajskij rajon dell'Oblast' di Tjumen', in Russia.
Il fiume scorre nella parte sud del bassopiano della Siberia occidentale. Ha origine pochi chilometri a sud-ovest del villaggio di Veršinskaja; attraversa un terreno pianeggiante paludoso dirigendosi prima a nord-est, poi a nord-ovest. La sua lunghezza è di 183 km e il bacino è di 3 590 km². Sfocia nel Vagaj a 70 km dalla foce. L'Agitka gela all'inizio di novembre e il ghiaccio si scioglie a maggio.